# Aspergillom
Ein Aspergillom (Syn. Aspergillus-Myzetom) ist die kolonialisierte Form der Aspergillose (Schimmelpilzinfektion), die an verschiedenen Lokalisationen auftreten kann.

## Formen

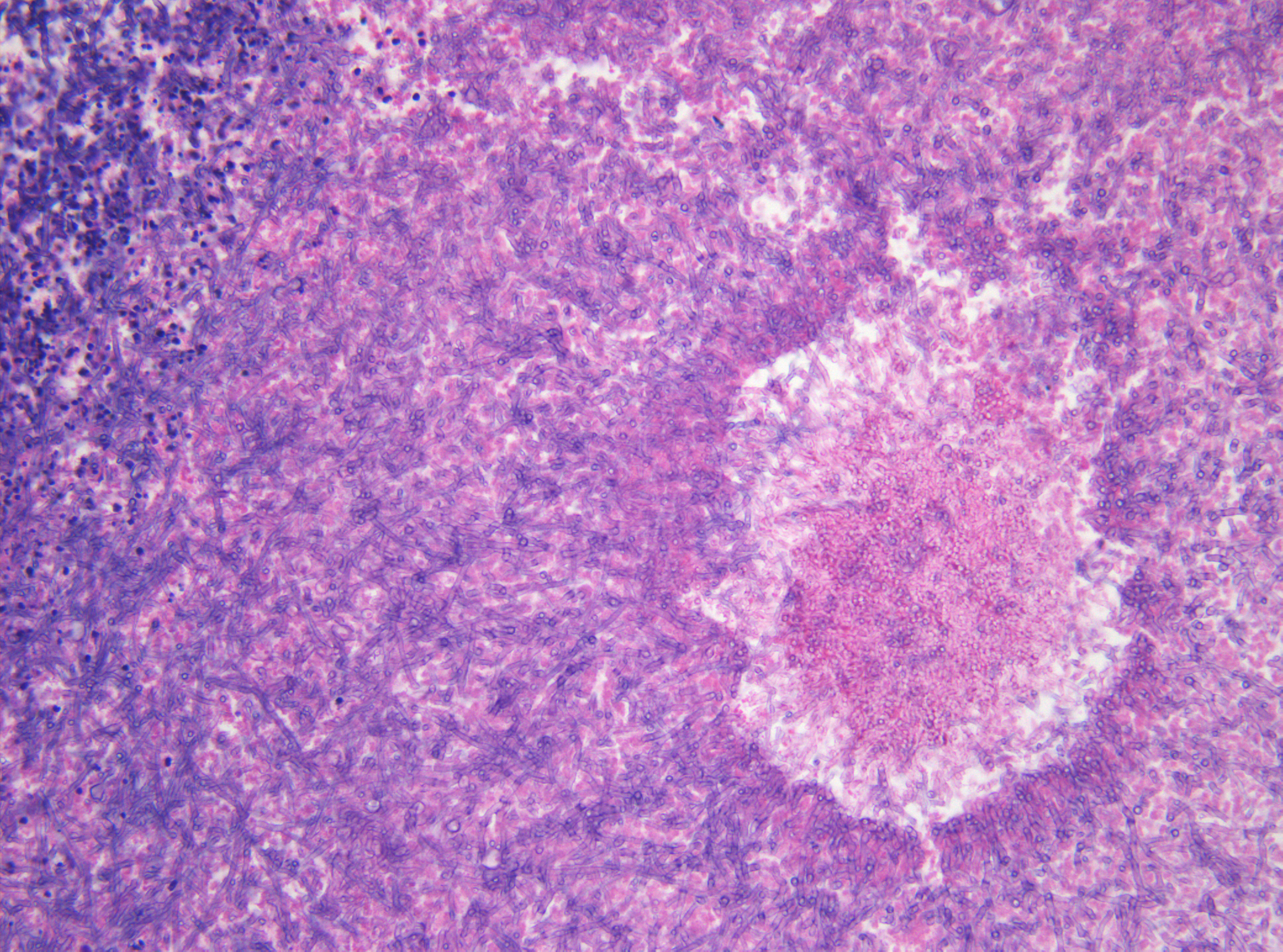
Aspergillom der Nasennebenhöhle mit Nachweis dichtgepackter Pilzhyphen.
Hämatoxylin-Eosin-Färbung. Vergrößerung 200x

### Aspergillom der Nasennebenhöhle
Typischerweise wird nur eine Seite befallen. Das Aspergillom wächst in den Nasennebenhöhlen nichtinvasiv. Es kann lange Zeit unentdeckt bleiben, anfängliche Beschwerden können eitrige Sekretion, Nasenbluten oder ein Druckgefühl auf der betroffenen Seite sein. Im Röntgenbild zeigt sich das Aspergillom als eine Verschattung der jeweiligen Nasennebenhöhle.
Als wachstumsfördernd hat sich Zinkoxid erwiesen. Da die Wurzelspitzen der Zähne im Oberkiefer eine enge Lagebeziehung zur Kieferhöhle haben, kann im Rahmen einer endodontischen Behandlung Wurzelfüllmaterial, welches Zinkoxid-Eugenol enthält, in die Nasennebenhöhle gelangen.
Als Therapie wird eine chirurgische Entfernung des Aspergilloms unter Schonung der Schleimhaut der Kieferhöhle vorgenommen. Diese wird nach Möglichkeit endoskopisch durch die Nase vorgenommen. Das Aspergillom zeigt sich als grünlich-schwarzer Stein, der aus nekrotischen Pilzmassen und aus verstoffwechseltem Calcium besteht. Langzeitfolgen sind nicht zu erwarten.

### Aspergillom der Lunge

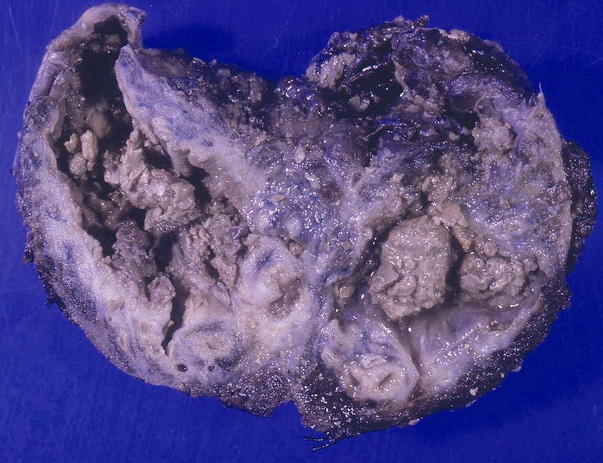
Pathologisches Präparat eines Aspergilloms als Folge einer Tuberkulose.

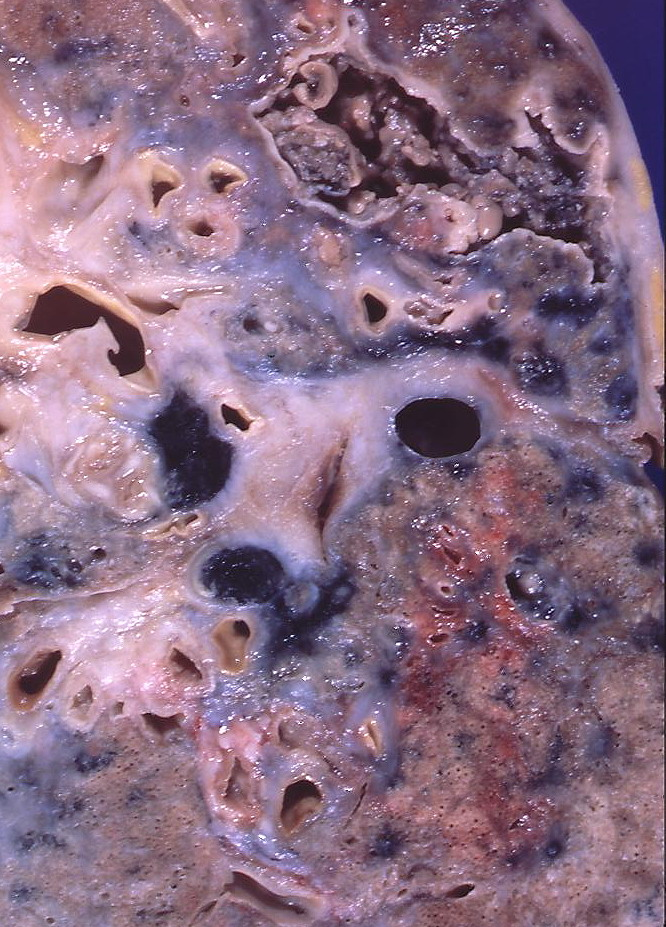
Detailaufnahme eines Aspergilloms als Komplikation einer Sarkoidose

Auch in der Lunge kann sich in bereits bestehenden (präformierten) Höhlen, etwa infizierten Lungenemphysemblasen oder in
Narbengewebe nach Entzündungen (beispielsweise Tuberkulose), ein Aspergillom bilden. Es hat einen typischen Röntgen-Befund, wobei sich das runde Aspergillom je nach Körperlage in der Höhle bewegt. Dieser Befund dient der Sicherung der Diagnose.
Weiterhin sind Laborwerte im Blut erhöht (Gesamt-IgE, Radio-Allergo-Sorbens-Test (RAST auf Aspergillen, Typ I und III Serologie)). Manchmal lassen sich die Aspergillen  aus dem Bronchialsystem mittels Bronchoskopie gewinnen.
Komplikationen sind die weitere Infektion der Höhle mit Bakterien und insbesondere lebensgefährliche Blutungen aus der Höhlenwand über die Bronchien in die ganze Lunge. Der Patient erleidet Bluthusten. Damit ist der Zeitpunkt zur chirurgischen Entfernung des Lungenlappens gegeben, in dem sich die Höhle mit dem Aspergillom befindet. Danach ist der Patient geheilt. Eine neuere Methode besteht in der intensiven intravenösen Therapie mit einem der neueren und teuren Antipilzmittel (Antimykotika), insbesondere wenn noch keine Blutung aufgetreten  oder der Patient nicht operationsfähig ist.